# Laguna de Aculeo
La Laguna de Aculeo est une lagune asséchée située dans la commune de Paine, dans la province de Maipo, région métropolitaine de Santiago, au Chili. 

## Origines
Le lac tient son nom du Mapudungun « Acum-Leu », signifiant « Là où la rivière se termine », ou « Là où se rejoignent les eaux ». Ce nom lui a été donné par les populations mapuches qui s’étaient établies dans la région, et dont on a pu découvrir des vestiges de cimetières, divers ustensiles d’argile, des pirogues en boldo, notamment une qui est encore conservée aujourd’hui. De plus, il existe dans la mythologie mapuche une histoire contant qu’un animal fabuleux, fatigué de la présence des Hommes, serait parti en quête de quiétude. Pour s’établir loin des Hommes, il aurait brisé une chaîne de montagnes à l’aide de ses cornes dorées, et aurait placé le lac dans le fossé ainsi formé. D’autres peuples se seraient ensuite installés à proximité de la lagune, notamment les Incas, et il a été retrouvé des traces de la culture Llolleo, présente dans le secteur des années 200 à 800.  

## Histoire
Dans les années 1660, la lagune fait partie de l'hacienda de Aculeo, qui passera dans les années 1830 aux mains de la famille Letelier : leurs descendants peuplent toujours cette zone. L'activité dans l'hacienda sera principalement axée sur l'agriculture et l'élevage. Elle est développée par la volonté entrepreneuriale de Miguel Letelier Espínola (1883-1965), éminent ingénieur civil chilien, sous-secrétaire du Ministère de l'Agriculture durant la présidence d'Arturo Alessandri Palma.  

## Assèchement
Le taux moyen de pluie dans la région a diminué de plus de moitié depuis les années 1950, où il était de 350mm/an, à 2010. La lagune possédait en 2011 une superficie de 12km² pour 6 mètres de profondeur. Elle disparaît complètement le 9 mai 2018, probablement à cause de l'afflux important de touristes, mais également à cause de l'utilisation de ses eaux pour la culture aux alentours, comme celle de l'avocat, et par la ville de Paine à proximité. Sa disparition est de plus liée à une longue période de sécheresse depuis 2010, due au réchauffement climatique.